# Данилово (Йошкар-Олинський міський округ)
Дани́лово (рос. Данилово, марій. Данилово) — присілок у складі Йошкар-Олинського міського округу Марій Ел, Росія.

## Населення
Населення — 776 осіб (2010; 874 у 2002).
Національний склад (станом на 2002 рік):
- росіяни — 72 %